# 日本うんこ学会
日本うんこ学会（にほんうんこがっかい、The Japanese Society of Poop）は、大腸癌啓発を目的とする日本の非営利団体。「学会」を名乗っているが、学術団体ではなく、社会人サークルに近い団体である。医療啓発は、硬い言葉で発信しても人々には届きにくいことから、エンターテインメントを通じて、大腸癌啓発のための排便の重要性の発信を狙いとしている。一見すると冗談にも思える名称ながら、医療啓発を極めて真面目に捉えて活動している団体である。

## 沿革
代表および発起人は、横浜市の消化器外科医である石井洋介。石井が医師として働き始めた頃、大腸癌の進行で手遅れになった患者がいたことや、大腸癌は排便に現れる初期症状を早期発見すればかなりの確率で良くなるにも関らず、検診や自分の大便の状態に関心がない人が多いことから、この状況の変革を目指し、2013年（平成25年）に設立した。石井自身、かつて潰瘍性大腸炎を患っており、排便に明らかに兆候があったにも関らず、恥しさから周囲にそれを言えずにいる内に病気の発見が遅れ、重症に陥って大腸を全摘出、人工肛門の生活を強いられたという壮絶な過去も、設立のきっかけに繋がっている。
設立以前の石井は、医療情報はどこか堅く、本当に届けたい人々へ届いていないのではと感じていた。大腸癌の早期発見にしても、検診を普及させようとして真面目に訴えたところで、多くの人々には届きにくい。そこで、石井自身がゲームや漫画が大好きなこともあり、エンターテイメントの力を借りて医療や健康の正しい情報を届けることを考案し、この団体の設立に繋がった。「うんこ」をキーワードにした理由は、Twitterなどインターネットで話題になりやすい言葉が「うんこ」と「おっぱい」の2つだといわれていること、日本で非常に検診率の低い（関心の低い）大腸癌の初期症状が、排便から出るということから、この両者をマッチングさせ「うんこ」というキーワードにより、面白さによって拡散しようと考えたことによる。
設立当初はわずか3人でのスタートだったが、2015年（平成27年）時には現役の医師を中心として100人の賛同者を得ており、2017年（平成29年）時点の会員の総数は約200人、その中で中核をなす会員は30人程度である。会員数はその後、2019年6月（令和元年）時点で400人、2021年（令和3年）時点では約500人に達している。会長である石井以下、会員はエンジニアの木野瀬友人、アニメのプロデュースなども手掛ける前田地生らで、加えてゲームのプログラマー、著名な声優やイラストレーターらがボランティアで参加している。

## 活動内容
当初の目的である大腸癌啓発のため、エンターテインメント感覚で排便状況の報告をできるよう開発されたゲームアプリ『うんコレ』が、本学会の代表コンテンツである。2014年（平成26年）に開催されたインディーズゲーム展示イベント「デジゲー博2014」を始め、「闘会議」「東京ゲームショウ」などに出展され、そのユニークなネーミングと、名称とは裏腹に大腸癌啓発を真面目に捉えた内容により、正式リリース前にも関らず、2015年春頃から大きな注目を集め始めている（後述）。
「闘会議2015」ではこれに加えて、バーチャルリアリティで大便を掴んで便器にたたき込む「うんこつかみゲーム」を展示した。これは、仮想の大便でも「触れれば手を洗いたくなる」ことから、ブースに消毒用アルコールを設置し、多くの来客にこれで手を洗わせることで、結果として除菌の意識を高め、インフルエンザなどのウイルス予防に繋がることを狙いとしていた。
2015年からは、病院へ行くのはハードルが高いと思っている人に、気軽に医療情報に触れてほしいという思いから、ドワンゴ社の支援のもと、3年連続で「ニコニコ超会議」に「ここに病院を建てよう」というタイトルのブースを出展しており、セクシー男優と内科医が性感染症について話したり、産業医がブラック企業撲滅を語ったりするトークイベントや、AED普及に務めるアイドルが歌う企画など、医療の話だけでは興味を持たない層にも伝わりやすいような工夫を施したイベントを催している。2015年の「ニコニコ超会議2015」では健康への意識の向上や、若年層が気軽に医療相談できるようにとの狙いで行っている。また、30人限定で無料の検便体験を実施しており、実際に来客も検便を受けていた。
また「ニコニコ超会議」では、協力医師が各診療科に合わせた演題を分かりやすく講演する「エクストリーム医学会」、学会員による「リアルうんこ学会」、女性の体の悩み相談を受け付ける「女子トイレの時間」、日本トイレ研究所の加藤篤代表の講演など、医療や健康の話題を楽しく伝える様々なイベントが催されている。マジックサンド（特殊な砂）で大便を作るコーナーや、日々の排便を楽しくできるよう、アニメの美少女キャラクターたちが便器にプリントされた、痛車ならぬ「痛便器」といったユニークな展示も来客の目を引いている。
2016年（平成28年）には著作物として、角川文庫より『タイムマシンで戻りたい』（ISBN 978-4-04-104110-9）を刊行している。人前で、学校で、電車の中でと、様々なシチュエーションで排便してしまったエピソードを一般公募による集めた傑作選であり、「君は一人じゃない」をコピーとし、同様の体験を持つ読者に対して「自分だけではない」と勇気を持たせることを狙いとしている。
脱糞には潰瘍性大腸炎や過敏性腸症候群のような病気が隠れていることがあるため、それを医師に相談できずに悩んでいる人も多いとの考えも込められている。笑いに富んだ内容と共に、日本で最も患者数が多い難病として潰瘍性大腸炎についても紹介されている。
2017年にはNHK Eテレの『ハートネットTV』やNHKラジオの『NHKジャーナル』で取り上げられたほか、名古屋大学医学部附属病院で災害時の快適な排泄のあり方についての公開講座「こんな発想があったんだ、排泄ケア」などでも活動している。

### うんコレ
『うんコレ』は、日本うんこ学会の開発によるスマートフォン用のモバイルアプリケーション（ゲームアプリ）である。ユーザーに対して大腸癌に関心を持たせ、健康のバロメーターとしての大便に人々の意識を向けるために開発された。石井が医療監修を務め、総監修は木野瀬友人、プロデューサーは前田地生、声優の下和田ヒロキらが音響演出を担当、全スタッフが完全ボランティアで開発している。キャッチコピーは「うんこで救える命がある」。
大腸癌予防のために排便記録をつけることが重要だが、実際に本学会の会員で連日記録をつけて見たところ、トイレから出た後に改めて記録をするのは結構な手間がかかり、続けづらいことが判明した。一方、会員の多くがトイレの中でスマートフォンをいじっており、特にゲームをしている人が多かった。石井自身も、十代の頃には漫画やゲームにばかり時間を費やしていた記憶があった。そこでゲームに排便記録を組合わせるという発想から生まれたのが、この『うんコレ』である。石井の行なう健康講座や講演会に参加する客は、ほとんどが健康への意識が高く、健康診断や観便（便の観察）にも積極的な人たちのため、健康に無頓着な人たちにも観便の習慣をつけさせる狙いもあった。
内容は、トイレの向こう側にあるとされる世界「ウントピア」の平和を守るという設定で、腸内の悪玉菌や悪性腫瘍を敵に見立て、画面に表示されている敵をタップすることで攻撃するゲームである。ゲームとしては「クッキークリッカー」に通じるものである。
特徴は、ゲームを有利に進めるために、アイテム課金を要するゲームが多いところが、本ゲームでは課金の代りに、自分の排便結果をゲームに報告することで、敵キャラクターとの戦闘に有利になるアイテムを獲得できることにある。ゲームを有利に進めたいというモチベーションが、次第に自分の排便記録にすり替わり、やがて排便記録が残っていくという仕組みである。さらにゲーム内のキャラクターが、日々の排便の状態を質問し、プレイヤーの返答次第で大腸癌の可能性がある場合には、検診や受診を勧める仕組みになっている。40歳以上が検診を推奨されている年齢であるため、40歳未満かどうかによってこの警告の仕様が異なる。一般的なソーシャルゲームと同様に、毎日続けることで多くのボーナスを得るといった要素もある。
ゲームプレイヤーの味方となるキャラクターは大腸菌（腸内細菌）を中心とした細菌をモチーフとしており、この細菌も「萌え」を取り入れた美少女キャラクターとして擬人化されている。その理由は、石井が当初は大便自体をデフォルメしたキャラクターを考案していたところ、木野瀬や前田らメンバーが、大便そのものでは審査が通らない可能性が高い上、そもそもユーザーも大便を毎日見たいわけがないと指摘し、美少女キャラクターを提案したことによる。擬人化のデザインも、たとえば腸内細菌のバクテロイデス オレイシプレヌスをモチーフとしたキャラクター「B.オレイシプレヌス」はオリーブ・オイルの主成分であるオレイン酸を腸内で作ることからオリーブ・オイルやオリーブの実をあしらったデザインであったり、乳酸菌の「ラクトバチルス・ブレビス(en)」をモチーフとした「L.ブレビス」は植物性なので花がモチーフにしたりと、腸内細菌についての勉強もできるよう工夫されている。
また、ゲーム内の一場面が虚血性大腸炎の隠喩であったり、キャラクターの名前の由来が大腸癌の手術方法であるハルトマン手術であったりと、ゲームを遊びながらアイテムやキャラクターの由来を調べることで医療情報に触れ合えるよう、エンターテイメント第一でありながら、さり気ない形で医療の要素を散りばめられている。
初めて公開されたのは、2014年に開催されたインディーズゲーム展示イベント「デジゲー博2014」である。ここでプロトタイプによるデモンストレーションが披露され、大便や腸内細菌を擬人化してキャラクターとしたゲームとして、インターネット上で大いに話題を集めた。翌2015年の「闘会議2015」では、新キャラクターの追加やシステムの改良を行なったベータ版を出展。スクウェア・エニックスやセガといった数々の大手ゲーム製作会社が参加する中、一際異彩を放つとともに、多くのウェブメディアや雑誌に取り上げられ、注目を浴びた。次いで「闘会議2016」「闘会議2017」「闘会議2018」と、同イベントで4年連続で出展された。
同2016年と翌2017年には、「東京ゲームショウ」のブースでも出展された。2016年時には、同イベントで掲示していた広告がTwitter上で拡散されたことで大きな話題となった。本学会の背景に大腸癌検診の普及があることを知り、真摯な取組を応援する声も聞かれた。また前述の木野瀬友人によれば、2017年時は同イベントに出展したこと、雑誌に取材されたことなどで、大腸癌検診を知った人、興味を持った人が増えたと実感したという。
2017年には、日本国内最大のゲーム開発者向け技術交流会であるCEDECでも紹介された。同年、福岡市と福岡地域戦略推進協議会による福岡市実証実験フルサポート事業に採択されたことで、福岡市民が実際に「うんコレ」を使用し、消化器疾患に対する意識や行動がどのように変化するか検証する実験が行われた。
2018年には、正式リリースを目指してクラウドファンディングが実施されており、同年3月16日にその目標額を達成した。
2019年11月の「デジゲー博」にブースを出展し、最新バージョンを、参考出展の過去バージョンと共に展示した。
2020年11月15日よりiOS / Android用アプリゲームとして正式サービスを開始した。石井によれば、糞を題材にしているためか、2020年3月頃よりにAppleの審査が通らずにおり、総務省の「異能（Inno）vation」プログラムで2019年度「破壊的な挑戦部門」の最終選考通過者に石井本人が選出されたことをアピールし続けたことで、審査を通過できたという。リリースから2週間で、プレイヤー数は1万5770人に達した。上述の排便結果の報告回数は、2020年11月28日時点で6万4847回あり、推定総うんこ重量は約12トンに及ぶとの結果が得られた。アプリ内の掲示板コミュニティ「腸内会」は、同日時点で2900件以上の投稿があり、中には医療従事者と思わしきユーザーからの受診勧告も見られた。

## 学会学術大会
- 第1回日本うんこ学会学術大会 - 2024年11月10日[53]

## 学会賞
- 第1回日本うんこアワード（受賞者）
  - 忽那賢志 - 大阪大学教授
  - しみけん - 元AV男優